# Куликов, Олег Анатольевич
Оле́г Анато́льевич Кулико́в (род. 28 января 1946, Москва) — депутат Государственной думы России четвёртого, пятого и шестого созывов. Секретарь ЦК КПРФ в 2000—2008 годах, член Президиума ЦК КПРФ в 2004—2008 годах.

## Биография
В 1964 году успешно выпустился из школы № 11 г. Воскресенск Московской области. Окончил географический факультет Московского государственного университета (МГУ; 1970, с отличием), аспирантуру МГУ. Кандидат географических наук (1974).
В 1970—1974 годах — аспирант, младший научный сотрудник географического факультета МГУ. В 1974—1975 годах — старший геолог Московской геолого-гидрогеологической экспедиции. В 1975—2005 годах — старший научный сотрудник, ведущий научный сотрудник географического факультета МГУ. Автор более 150 научных работ по географии, геохронологии и палеогеографии. Соавтор методики датирования горных пород — РТЛ геохронологии. Участник многочисленных экспедиций по СССР и России.
С 1981 года — член КПСС. Избирался секретарём парткома географического факультета МГУ, членом парткома МГУ (секретарём парткома был Иван Мельников), членом Ленинского райкома КПСС (1989—1991). После запрета КПРФ в 1991 участвовал в воссоздании коммунистической организации в МГУ (вместе с Мельниковым). Входил в состав городской думы Русского национального собора (1993—1994). С апреля 1997 года — член Центрального комитета (ЦК) КПРФ. С 3 декабря 2000 по 30 ноября 2008 года — секретарь ЦК КПРФ по информационно-аналитической работе. С 3 июля 2004 по 30 ноября 2008 года — член Президиума ЦК КПРФ и секретарь ЦК КПРФ по информационно-аналитической работе и проведению выборных кампаний.
С 16 июня 2006 года — депутат Государственной думы четвёртого созыва (избран по списку КПРФ, № 2 в Северной региональной группе, получил мандат взамен выбывшего депутата — скончавшегося 29 мая 2006 года Владимира Александровича Казаковцева), член фракции КПРФ и Комитета по труду и социальной политике. С 2007 по 2011 год — депутат Государственной думы пятого созыва (избран по списку КПРФ, № 1 по Пермскому краю), член фракции КПРФ, член Комитета Государственной Думы по охране здоровья.
С 2011 по 2016 год — депутат Государственной думы шестого созыва, член фракции КПРФ, заместитель председателя комитета ГД по охране здоровья.

## Награды
- Благодарность Президента Российской Федерации (12 июня 2013 года) — за большой вклад в развитие российского парламентаризма и активную законотворческую деятельность[2]

## Семья
Женат, имеет сына.